# Nisaetus
Nisaetus là một chi chứa khoảng 9 loài chim diều, chủ yếu được tìm thấy tại vùng nhiệt đới châu Á. Trước đây chúng được đặt trong phạm vi chi Spizaetus, nhưng các nghiên cứu phân tử chỉ ra rằng các loài chim diều Cựu thế giới này có quan hệ gần với chi Ictinaetus hơn là với các loài còn lại (thuộc Tân thế giới) của chi Spizaetus. Chúng là các loài diều có thân hình mảnh dẻ, kích thước trung bình, cánh thuôn tròn, chân có lông dài, cánh có vạch kẻ dọc, có chòm lông mào và thường thích nghi với môi trường sống trong rừng.

## Các loài
Các loài dưới đây sắp xếp theo trật tự phát sinh chủng loài.
- Nisaetus kelaarti: Diều Legge. Tách ra từ N. nipalensis.
- Nisaetus lanceolatus Temminck & Schlegel, 1844[3]: Diều Sulawesi
- Nisaetus pinskeri: Diều Pinsker hay diều Nam Phillipin. Tách ra từ N. philippensis.
- Nisaetus cirrhatus (Gmelin, 1788)[4]: Diều đầu nâu. Có ở Việt Nam.
- Nisaetus floris (E. Hartert, 1898)[5][6]: Diều Flores
- Nisaetus philippensis Gould, 1863[7]: Diều Philippin
- Nisaetus nanus Wallace, 1868[8]: Diều Wallace
- Nisaetus nipalensis (Hodgson, 1836)[9]: Diều núi. Có ở Việt Nam.
- Nisaetus alboniger (Blyth, 1845)[10]: Diều Blyth
- Nisaetus bartelsi Stresemann, 1924[11]: Diều Java

## Hình ảnh

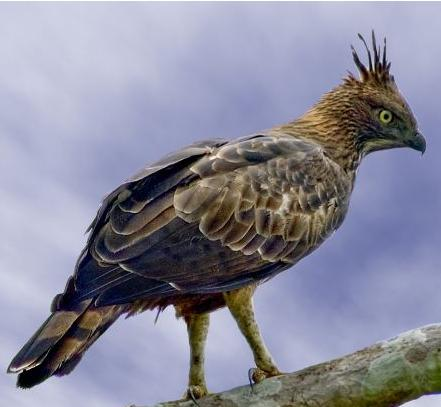
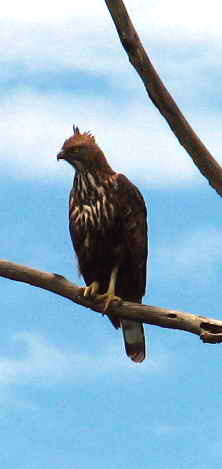